# Eugène Soleau
Eugène François Alexandre Soleau, né le 3 octobre 1853 à Buenos-Aires en Argentine et décédé le 8 juillet 1929 à Paris, est un industriel et inventeur français. Promoteur de la protection de la propriété intellectuelle, il est le père de l'enveloppe Soleau, instrument français peu contraignant et peu coûteux servant à prouver l'antériorité d'une création intellectuelle.

## Biographie
Fabricant de bronzes, secrétaire (1885-1889), puis vice-président (de 1895 à 1899) et enfin président (à partir de 1900) du Syndicat des fabricants de bronze, il s'investit, à l'échelle française et internationale, dans la protection de la propriété intellectuelle. Vice-président de l'Association internationale pour la protection de la propriété industrielle, il participe, en tant que délégué des syndicats du Bronze, de la Bijouterie, de la Joaillerie, de l'Orfèvrerie, de la Céramique, de la Verrerie, et de tous les syndicats des Arts plastiques, aux congrès internationaux de la propriété industrielle de Vienne (1897), Londres (1898) et Zurich (1899).
Il a laissé son nom (« Loi Soleau ») à la loi du 11 mars 1902 étendant aux œuvres de sculpture l'application de la loi des 19-24 juillet 1793 sur la propriété artistique, dont il fut l'instigateur (et qui sera abrogée par la loi n° 57-298 du 11 mars 1957 sur la propriété littéraire et artistique).
C'est en 1910 qu'il dépose le brevet de l'enveloppe portant son nom, un dispositif de preuve d'antériorité d'une création.